# Умбузейру
Умбузейру (порт. Umbuzeiro) — муніципалітет в Бразилії, входить до складу штату Параїба. Є складовою частиною мезорегіону Сільськогосподарський район штату Параїба. Входить до економічно-статистичного мікрорегіону Умбузейру. Населення становить 8393 чоловіки (станом на 2006 рік). Займає площу 180,872 км².
Місто засновано 1890 року.